# Salade vosgienne
Pour les articles homonymes, voir Salade et Vosges.
La salade vosgienne est une salade composée traditionnelle des Vosges et de la cuisine vosgienne.

## Composition
Cette salade est généralement composée de salade verte, pommes de terre, lardons frits, croûtons de pain, œuf dur (ou œuf poché), crème fraîche, et vinaigrette,,,,... 
À l'image de la salade de pissenlit de la cuisine lorraine, cette salade  peut être servie « à la chaude meurotte » avec une vinaigrette réalisée dans la poêle chaude avec la graisse du lard frit, déglacée au vinaigre de vin, sans huile ajoutée, avec un ajout éventuel de beurre ou de crème fraiche, versée chaude sur la salade composée au moment du service,. 